# Dan Fraga
Dan Fraga, né le 19 juin 1973 à Walnut Creek, est un dessinateur de comics américain.

## Biographie
Dès sa sortie de l'université, Dan Fraga commence sa carrière chez Extreme Studios de Rob Liefeld où il dessine des épisodes de Youngblood, Black Flag et Gear Station. Il travaille ensuite pour Marvel Comics (What If?, la Panthère noire) ou DC Comics (Superman). En 2000 il délaisse cet emploi et devient storyboardeur pour des films comme Le Transporteur 2 ou Les Quatre Fantastiques et le Surfer d'argent. Il s'occupe aussi de la série The Hard Times of RJ Berger diffusée sur MTV. Il est ensuite l'un des responsables de l'animation de cette série. Lorsqu'elle est arrêtée, il s'occupe de l'animation de la série animée de Ricky Gervais diffusée sur HBO. Il revient ensuite à la bande dessinée en diffusant un webcomics intitulé The Grave tout en continuant à diriger l'animation de plusieurs séries comme Monster High, Ever After High et Polly Pocket.